# Zemplínska šírava (chráněný areál)
Zemplínská šírava je chráněný areál ve správě Státní ochrany přírody SR, Chráněné krajinné oblasti Vihorlat. Zaujímá východní část přehrady Zemplínská šírava.
Nachází se v katastrálním území města Michalovce a obcí Kaluža, Hnojné, Klokočov, Zalužice, Kusín, Lúčky, Vinné a Jovsa v okrese Michalovce v Košickém kraji. Území bylo vyhlášeno v roce 1968 a naposledy novelizováno v roce 1983 na rozloze 622 ha. Ochranné pásmo má rozlohu 2038  ha.

## Ochrana přírody
Předmětem ochrany je: význačná migrační lokalita (jarního a podzimního tahu) vodního a u vody žijících a hnízdících ptáků na východním Slovensku pro vědeckovýzkumné a naučné cíle.